# Movimiento RETE
El Movimiento RETE (en italiano: Movimento Civico Rinnovamento - Equità - Transparenza - Ecosostenibilità, lit.  'Movimiento Cívico Renovación - Equidad - Transparencia - Ecosustentabilidad') es un partido político en San Marino.

## Historia
El partido fue fundado por varios grupos activistas involucrados en el medio ambiente, los derechos cívicos y las artes. Disputó las elecciones generales de 2012, recibiendo el 6,3% de los votos y ganando cuatro escaños. Antes de las elecciones generales de 2016, el partido se unió a la alianza Democracia en Movimiento y ganó ocho de los nueve escaños de la alianza. En las elecciones de 2019, el partido formó parte de la alianza Mañana en Movimiento, ganando once escaños.

## Resultados electorales
| Año  | Votos      | %     | Resultado | +/- | Gobierno  |
| ---- | ---------- | ----- | --------- | --- | --------- |
| 2012 | 1.243 (#8) | 6,28  | 4/60      |     | Oposición |
| 2016 | 3.561 (#2) | 18,33 | 8/60      | 4   | Oposición |
| 2019 | 3.276 (#2) | 18,23 | 11/60     | 3   | Oposición |